# Interlands Oostenrijks voetbalelftal 1930-1939
Deze pagina toont een chronologisch en gedetailleerd overzicht van de interlands die het Oostenrijks voetbalelftal heeft gespeeld in de periode 1930 – 1939.

## Interlands

### 1930
|                                                                       |                                           |       |                         |                                                                               |
| 23 maart Vriendschappelijk № 130 «onderlinge duels» 16:00 uur (UTC+1) | Tsjecho-Slowakije                         | 2 – 2 | Oostenrijk              | Letenský Stadion, Praag Toeschouwers: 28.000 Scheidsrechter: Paul Ruoff (SUI) |
| 23 maart Vriendschappelijk № 130 «onderlinge duels» 16:00 uur (UTC+1) | František Svoboda 57' František Junek 87' |       | 12', 73' Johann Horvath | Letenský Stadion, Praag Toeschouwers: 28.000 Scheidsrechter: Paul Ruoff (SUI) |

|                                                                     |          |       |            |                                                                                 |
| 14 mei Vriendschappelijk № 131 «onderlinge duels» 17:45 uur (UTC+1) | Engeland | 0 – 0 | Oostenrijk | Hohe Wartestadion, Wenen Toeschouwers: 61.000 Scheidsrechter: Job Mutters (NED) |
| 14 mei Vriendschappelijk № 131 «onderlinge duels» 17:45 uur (UTC+1) |          |       |            | Hohe Wartestadion, Wenen Toeschouwers: 61.000 Scheidsrechter: Job Mutters (NED) |

|                                                                     |                                  |       |                      |                                                                                              |
| 1 juni Vriendschappelijk № 132 «onderlinge duels» 17:30 uur (UTC+1) | Hongarije                        | 2 – 1 | Oostenrijk           | Hungária Körúti Stadion, Boedapest Toeschouwers: 20.000 Scheidsrechter: Willem Eijmers (NED) |
| 1 juni Vriendschappelijk № 132 «onderlinge duels» 17:30 uur (UTC+1) | Vilmos Kohut 5' József Turay 56' |       | 90' Josef Adelbrecht | Hungária Körúti Stadion, Boedapest Toeschouwers: 20.000 Scheidsrechter: Willem Eijmers (NED) |

|                                                                           |                                       |       |                                      |                                                                                    |
| 21 september Vriendschappelijk № 133 «onderlinge duels» 16:00 uur (UTC+1) | Oostenrijk                            | 2 – 3 | Hongarije                            | Hohe Wartestadion, Wenen Toeschouwers: 40.000 Scheidsrechter: Albino Carraro (ITA) |
| 21 september Vriendschappelijk № 133 «onderlinge duels» 16:00 uur (UTC+1) | Franz Weselik 26' Fritz Gschweidl 60' |       | 27', 79' József Turay 30' Pál Titkos | Hohe Wartestadion, Wenen Toeschouwers: 40.000 Scheidsrechter: Albino Carraro (ITA) |

|                                                                          |                                                                            |       |                     |                                                                                      |
| 16 november Vriendschappelijk № 134 «onderlinge duels» 14:00 uur (UTC+1) | Oostenrijk                                                                 | 4 – 1 | Zweden              | Hohe Wartestadion, Wenen Toeschouwers: 12.000 Scheidsrechter: Ferenc Majorszky (HUN) |
| 16 november Vriendschappelijk № 134 «onderlinge duels» 14:00 uur (UTC+1) | Fritz Gschweidl 40' Franz Weselik 46' Toni Schall 65' Ferdinand Wesely 80' |       | 23' Wilhelm Engdahl | Hohe Wartestadion, Wenen Toeschouwers: 12.000 Scheidsrechter: Ferenc Majorszky (HUN) |

### 1931
| |                     |       |            |                                                                        |
| 22 februari Centraal-Europese Internationale Beker 1931-1932 № 135 «onderlinge duels» 15:00 (UTC+1) | Italië              | 2 – 1 | Oostenrijk | San Siro, Milaan Toeschouwers: 45.000 Scheidsrechter: Paul Ruoff (SUI) |
| 22 februari Centraal-Europese Internationale Beker 1931-1932 № 135 «onderlinge duels» 15:00 (UTC+1) | Meazza 34' Orsi 52' |       | 4' Horvath | San Siro, Milaan Toeschouwers: 45.000 Scheidsrechter: Paul Ruoff (SUI) |

| |                                      |       |                   |                                                                                |
| 12 april Centraal-Europese Internationale Beker 1931-1932 № 136 «onderlinge duels» 16:00 uur (UTC+1) | Oostenrijk                           | 2 – 1 | Tsjecho-Slowakije | Hohe Wartestadion, Wenen Toeschouwers: 42.000 Scheidsrechter: Paul Ruoff (SUI) |
| 12 april Centraal-Europese Internationale Beker 1931-1932 № 136 «onderlinge duels» 16:00 uur (UTC+1) | Walter Nausch 37' Johann Horvath 42' |       | 38' Josef Silný   | Hohe Wartestadion, Wenen Toeschouwers: 42.000 Scheidsrechter: Paul Ruoff (SUI) |

|                                                                                                   |            |       |           |                                                                                 |
| 3 mei Centraal-Europese Internationale Beker 1931-1932 № 137 «onderlinge duels» 17:00 uur (UTC+1) | Oostenrijk | 0 – 0 | Hongarije | Hohe Wartestadion, Wenen Toeschouwers: 43.000 Scheidsrechter: René Mercet (SUI) |
| 3 mei Centraal-Europese Internationale Beker 1931-1932 № 137 «onderlinge duels» 17:00 uur (UTC+1) |            |       |           | Hohe Wartestadion, Wenen Toeschouwers: 43.000 Scheidsrechter: René Mercet (SUI) |

|                                                                     |                                                                            |       |           |                                                                                |
| 16 mei Vriendschappelijk № 138 «onderlinge duels» 17:45 uur (UTC+1) | Oostenrijk                                                                 | 5 – 0 | Schotland | Hohe Wartestadion, Wenen Toeschouwers: 40.000 Scheidsrechter: Paul Ruoff (SUI) |
| 16 mei Vriendschappelijk № 138 «onderlinge duels» 17:45 uur (UTC+1) | Toni Schall 27' Karl Zischek 29', 69' Adolf Vogl 49' Matthias Sindelar 79' |       |           | Hohe Wartestadion, Wenen Toeschouwers: 40.000 Scheidsrechter: Paul Ruoff (SUI) |

|                                                                     |           |                                                                              |            |                                                                                  |
| 24 mei Vriendschappelijk № 139 «onderlinge duels» 16:30 uur (UTC+1) | Duitsland | 0 – 6                                                                        | Oostenrijk | Grunewaldstadion, Berlijn Toeschouwers: 40.000 Scheidsrechter: Otto Olsson (SWE) |
| 24 mei Vriendschappelijk № 139 «onderlinge duels» 16:30 uur (UTC+1) |           | 6', 32', 70' Toni Schall 27' Adolf Vogl 65' Karl Zischek 88' Fritz Gschweidl |            | Grunewaldstadion, Berlijn Toeschouwers: 40.000 Scheidsrechter: Otto Olsson (SWE) |

|                                                                      |                                      |       |             |                                                                           |
| 16 juni Vriendschappelijk № 140 «onderlinge duels» 18:00 uur (UTC+1) | Oostenrijk                           | 2 – 0 | Zwitserland | Pfarrwiese, Wenen Toeschouwers: 10.000 Scheidsrechter: Julius Brüll (TCH) |
| 16 juni Vriendschappelijk № 140 «onderlinge duels» 18:00 uur (UTC+1) | Fritz Gschweidl 59' Anton Schall 87' |       |             | Pfarrwiese, Wenen Toeschouwers: 10.000 Scheidsrechter: Julius Brüll (TCH) |

|                                                                           | |       |           |                                                                             |
| 13 september Vriendschappelijk № 141 «onderlinge duels» 16:00 uur (UTC+1) | Oostenrijk                                                                                             | 5 – 0 | Duitsland | Praterstadion, Wenen Toeschouwers: 50.000 Scheidsrechter: Otto Olsson (SWE) |
| 13 september Vriendschappelijk № 141 «onderlinge duels» 16:00 uur (UTC+1) | Matthias Sindelar 2' Toni Schall 41' Matthias Sindelar 69' Matthias Sindelar 76' Matthias Sindelar 76' |       |           | Praterstadion, Wenen Toeschouwers: 50.000 Scheidsrechter: Otto Olsson (SWE) |

| |                                           |       |                       |                                                                                            |
| 4 oktober Centraal-Europese Internationale Beker 1931-1932 № 142 «onderlinge duels» 15:00 uur (UTC+1) | Hongarije                                 | 2 – 2 | Oostenrijk            | Hungária Körúti Stadion, Boedapest Toeschouwers: 32.000 Scheidsrechter: Peco Bauwens (GER) |
| 4 oktober Centraal-Europese Internationale Beker 1931-1932 № 142 «onderlinge duels» 15:00 uur (UTC+1) | Gábor P. Szabó 42' (pen.) Illés Spitz 65' |       | 56', 86' Karl Zischek | Hungária Körúti Stadion, Boedapest Toeschouwers: 32.000 Scheidsrechter: Peco Bauwens (GER) |

|                                                                          |                    |       | |                                                                                    |
| 29 november Vriendschappelijk № 143 «onderlinge duels» 14:30 uur (UTC+1) | Zwitserland        | 1 – 8 | Oostenrijk                                                                                                | Stadion Landhof, Bazel Toeschouwers: 25.000 Scheidsrechter: František Cejnar (TCH) |
| 29 november Vriendschappelijk № 143 «onderlinge duels» 14:30 uur (UTC+1) | André Abegglen 32' |       | 10', 63' Fritz Gschweidl 33' Karl Zischek 49', 80', 86' Anton Schall 58' Adolf Vogl 61' Matthias Sindelar | Stadion Landhof, Bazel Toeschouwers: 25.000 Scheidsrechter: František Cejnar (TCH) |

### 1932
| |                   |       |            |                                                                            |
| 20 maart Centraal-Europese Internationale Beker 1931-1932 № 144 «onderlinge duels» 16:00 uur (UTC+1) | Oostenrijk        | 2 – 1 | Italië     | Praterstadion, Wenen Toeschouwers: 63.000 Scheidsrechter: Paul Ruoff (SUI) |
| 20 maart Centraal-Europese Internationale Beker 1931-1932 № 144 «onderlinge duels» 16:00 uur (UTC+1) | Sindelar 56', 58' |       | 66' Meazza | Praterstadion, Wenen Toeschouwers: 63.000 Scheidsrechter: Paul Ruoff (SUI) |

|                                                                       | |       |                      |                                                                                   |
| 24 april Vriendschappelijk № 145 «onderlinge duels» 17:00 uur (UTC+1) | Oostenrijk | 8 – 2 | Hongarije            | Hohe Wartestadion, Wenen Toeschouwers: 60.000 Scheidsrechter: Alfred Birlem (GER) |
| 24 april Vriendschappelijk № 145 «onderlinge duels» 17:00 uur (UTC+1) | Matthias Sindelar 3' Matthias Sindelar 13' Matthias Sindelar 31' Toni Schall 33' Toni Schall 50' Fritz Gschweidl 52' Toni Schall 70' Toni Schall 73' |       | 14', 44' László Cseh | Hohe Wartestadion, Wenen Toeschouwers: 60.000 Scheidsrechter: Alfred Birlem (GER) |

| |                       |       |                      |                                                                              |
| 22 mei Centraal-Europese Internationale Beker 1931-1932 № 146 «onderlinge duels» 17:00 uur (UTC+1) | Tsjecho-Slowakije     | 1 – 1 | Oostenrijk           | Letná Stadion, Praag Toeschouwers: 30.000 Scheidsrechter: Moritz Fuchs (GER) |
| 22 mei Centraal-Europese Internationale Beker 1931-1932 № 146 «onderlinge duels» 17:00 uur (UTC+1) | František Svoboda 36' |       | 2' Matthias Sindelar | Letná Stadion, Praag Toeschouwers: 30.000 Scheidsrechter: Moritz Fuchs (GER) |

|                                                                      |                                          |       |                                                                       |                                                                                       |
| 17 juli Vriendschappelijk № 147 «onderlinge duels» 14:00 uur (UTC+1) | Oostenrijk                               | 3 – 4 | Zweden                                                                | Olympisch Stadion, Stockholm Toeschouwers: 15.000 Scheidsrechter: Sophus Hansen (DEN) |
| 17 juli Vriendschappelijk № 147 «onderlinge duels» 14:00 uur (UTC+1) | Gösta Svensson 31' John Nilsson 87', 88' |       | 10' Adolf Vogl 37' Matthias Sindelar 75' Georg Waitz 83' Josef Molzer | Olympisch Stadion, Stockholm Toeschouwers: 15.000 Scheidsrechter: Sophus Hansen (DEN) |

|                                                                        |                                 |       |                                                                |                                                                                   |
| 2 oktober Vriendschappelijk № 148 «onderlinge duels» 15:30 uur (UTC+1) | Hongarije                       | 2 – 3 | Oostenrijk                                                     | Üllői Út, Boedapest Toeschouwers: 28.000 Scheidsrechter: Rinaldo Barlassina (ITA) |
| 2 oktober Vriendschappelijk № 148 «onderlinge duels» 15:30 uur (UTC+1) | Jenő Kalmár 30' Károly Déri 47' |       | 39' (e.d.) Ferenc Borsányi 54' Heinrich Müller 61' Georg Braun | Üllői Út, Boedapest Toeschouwers: 28.000 Scheidsrechter: Rinaldo Barlassina (ITA) |

|                                                                         |                                           |       |                    |                                                                                  |
| 23 oktober Vriendschappelijk № 149 «onderlinge duels» 14:45 uur (UTC+1) | Oostenrijk                                | 3 – 1 | Zwitserland        | Praterstadion, Wenen Toeschouwers: 55.000 Scheidsrechter: František Cejnar (TCH) |
| 23 oktober Vriendschappelijk № 149 «onderlinge duels» 14:45 uur (UTC+1) | Heinrich Müller 14' Anton Schall 54', 67' |       | 68' André Abegglen | Praterstadion, Wenen Toeschouwers: 55.000 Scheidsrechter: František Cejnar (TCH) |

|                                                                       |                                                          |       |                                             |                                                                                  |
| 7 december Vriendschappelijk № 150 «onderlinge duels» 14:15 uur (UTC) | Engeland                                                 | 4 – 3 | Oostenrijk                                  | Stamford Bridge, Londen Toeschouwers: 42.000 Scheidsrechter: John Langenus (BEL) |
| 7 december Vriendschappelijk № 150 «onderlinge duels» 14:15 uur (UTC) | Jimmy Hampson 5', 27' Eric Houghton 77' Sammy Crooks 82' |       | 51', 87' Karl Zischek 80' Matthias Sindelar | Stamford Bridge, Londen Toeschouwers: 42.000 Scheidsrechter: John Langenus (BEL) |

|                                                                        |                         |       |                                                                   |                                                                           |
| 11 december Vriendschappelijk № 151 «onderlinge duels» 14:00 uur (UTC) | België                  | 1 – 6 | Oostenrijk                                                        | Jubelstadion, Brussel Toeschouwers: 16.000 Scheidsrechter: Reg Rudd (ENG) |
| 11 december Vriendschappelijk № 151 «onderlinge duels» 14:00 uur (UTC) | Vital Van Landeghem 84' |       | 19', 28', 42', 67' Toni Schall 68' Karl Zischek 86' Franz Weselik | Jubelstadion, Brussel Toeschouwers: 16.000 Scheidsrechter: Reg Rudd (ENG) |

### 1933
|                                                                        |           |                                                            |            |                                                                                   |
| 12 februari Vriendschappelijk № 152 «onderlinge duels» 15:00 uur (UTC) | Frankrijk | 0 – 4                                                      | Oostenrijk | Parc des Princes, Parijs Toeschouwers: 37.459 Scheidsrechter: John Langenus (BEL) |
| 12 februari Vriendschappelijk № 152 «onderlinge duels» 15:00 uur (UTC) |           | 65' Matthias Sindelar 69', 70' Karl Zischek 83' Adolf Vogl |            | Parc des Princes, Parijs Toeschouwers: 37.459 Scheidsrechter: John Langenus (BEL) |

|                                                                      |                   |       |                      |                                                                                   |
| 9 april Vriendschappelijk № 153 «onderlinge duels» 16:30 uur (UTC+1) | Oostenrijk        | 1 – 2 | Tsjecho-Slowakije    | Hohe Wartestadion, Wenen Toeschouwers: 61.000 Scheidsrechter: John Langenus (BEL) |
| 9 april Vriendschappelijk № 153 «onderlinge duels» 16:30 uur (UTC+1) | Josef Smistik 86' |       | 46', 50' Antonín Puč | Hohe Wartestadion, Wenen Toeschouwers: 61.000 Scheidsrechter: John Langenus (BEL) |

|                                                                       |                 |       |                      |                                                                                   |
| 30 april Vriendschappelijk № 154 «onderlinge duels» 17:00 uur (UTC+1) | Hongarije       | 1 – 1 | Oostenrijk           | Üllői út, Boedapest Toeschouwers: 38.000 Scheidsrechter: Rinaldo Barlassina (ITA) |
| 30 april Vriendschappelijk № 154 «onderlinge duels» 17:00 uur (UTC+1) | Imre Markos 85' |       | 35' Johann Ostermann | Üllői út, Boedapest Toeschouwers: 38.000 Scheidsrechter: Rinaldo Barlassina (ITA) |

|                                                                      |                                                            |       |                      |                                                                          |
| 11 juni Vriendschappelijk № 155 «onderlinge duels» 18:00 uur (UTC+1) | Oostenrijk                                                 | 4 – 1 | België               | Praterstadion, Wenen Toeschouwers: 42.000 Scheidsrechter: Tom Crew (ENG) |
| 11 juni Vriendschappelijk № 155 «onderlinge duels» 18:00 uur (UTC+1) | Franz Erdl 28' Franz Binder 39', 52' Matthias Sindelar 41' |       | 26' Bernard Voorhoof | Praterstadion, Wenen Toeschouwers: 42.000 Scheidsrechter: Tom Crew (ENG) |

|                                                                           |                                     |       |                                               |                                                                                  |
| 17 september Vriendschappelijk № 156 «onderlinge duels» 16:30 uur (UTC+1) | Tsjecho-Slowakije                   | 3 – 3 | Oostenrijk                                    | Letenský Stadion, Praag Toeschouwers: 25.000 Scheidsrechter: John Langenus (BEL) |
| 17 september Vriendschappelijk № 156 «onderlinge duels» 16:30 uur (UTC+1) | Antonín Puč 1', 69' Josef Silný 55' |       | 3' Heinrich Müller 17', 58' Matthias Sindelar | Letenský Stadion, Praag Toeschouwers: 25.000 Scheidsrechter: John Langenus (BEL) |

|                                                                        |                                     |       |                                  |                                                                                  |
| 1 oktober Vriendschappelijk № 157 «onderlinge duels» 15:30 uur (UTC+1) | Oostenrijk                          | 2 – 2 | Hongarije                        | Praterstadion, Wenen Toeschouwers: 60.000 Scheidsrechter: Francesco Mattea (ITA) |
| 1 oktober Vriendschappelijk № 157 «onderlinge duels» 15:30 uur (UTC+1) | Heinrich Müller 15' Toni Schall 34' |       | 82' István Avar 85' Gyula Polgár | Praterstadion, Wenen Toeschouwers: 60.000 Scheidsrechter: Francesco Mattea (ITA) |

|                                                                        |                                          |       |                                  |                                                                                |
| 29 november Vriendschappelijk № 158 «onderlinge duels» 14:30 uur (UTC) | Schotland                                | 2 – 2 | Oostenrijk                       | Hampden Park, Glasgow Toeschouwers: 62.000 Scheidsrechter: John Langenus (BEL) |
| 29 november Vriendschappelijk № 158 «onderlinge duels» 14:30 uur (UTC) | Davie Meiklejohn 5' Willie Macfadyen 49' |       | 39' Karl Zischek 52' Toni Schall | Hampden Park, Glasgow Toeschouwers: 62.000 Scheidsrechter: John Langenus (BEL) |

|                                                                             |           |                 |            |                                                                                  |
| 10 december Vriendschappelijk № 159 «onderlinge duels» 14:00 uur (UTC+1:20) | Nederland | 0 – 1           | Oostenrijk | Olympisch Stadion, Amsterdam Toeschouwers: 34.000 Scheidsrechter: Reg Rudd (ENG) |
| 10 december Vriendschappelijk № 159 «onderlinge duels» 14:00 uur (UTC+1:20) |           | 48' Josef Bican |            | Olympisch Stadion, Amsterdam Toeschouwers: 34.000 Scheidsrechter: Reg Rudd (ENG) |

### 1934
| |                        |       |                                  |                                                                                                   |
| 11 februari Centraal-Europese Internationale Beker 1933-1935 № 160 «onderlinge duels» 14:30 uur (UTC+1) | Italië                 | 2 – 4 | Oostenrijk                       | Stadio Municipale Benito Mussolini, Turijn Toeschouwers: 54.000 Scheidsrechter: René Mercet (SUI) |
| 11 februari Centraal-Europese Internationale Beker 1933-1935 № 160 «onderlinge duels» 14:30 uur (UTC+1) | Guaita 48' (pen.), 50' |       | 19', 23', 55' Zischek 28' Binder | Stadio Municipale Benito Mussolini, Turijn Toeschouwers: 54.000 Scheidsrechter: René Mercet (SUI) |

|                                                                       |                                         |       |                                           |                                                                                 |
| 25 maart Vriendschappelijk № 161 «onderlinge duels» 15:00 uur (UTC+1) | Zwitserland                             | 2 – 3 | Oostenrijk                                | Parc des Sports, Genève Toeschouwers: 25.000 Scheidsrechter: Stanley Rous (ENG) |
| 25 maart Vriendschappelijk № 161 «onderlinge duels» 15:00 uur (UTC+1) | Giuseppe Bossi 58' Leopold Kielholz 68' |       | 16', 76' Josef Bican 46' Matthias Kaburek | Parc des Sports, Genève Toeschouwers: 25.000 Scheidsrechter: Stanley Rous (ENG) |

|                                                                       |                                                                        |       |                       |                                                                                  |
| 15 april Vriendschappelijk № 162 «onderlinge duels» 16:30 uur (UTC+1) | Oostenrijk                                                             | 5 – 2 | Hongarije             | Hohe Wartestadion, Wenen Toeschouwers: 55.000 Scheidsrechter: Gustav Krist (TCH) |
| 15 april Vriendschappelijk № 162 «onderlinge duels» 16:30 uur (UTC+1) | Karl Zischek 6' Rudolf Viertl 21' Toni Schall 30' Josef Bican 59', 73' |       | 1', 28' György Sárosi | Hohe Wartestadion, Wenen Toeschouwers: 55.000 Scheidsrechter: Gustav Krist (TCH) |

|                                                                          |                                                                                       |       |                    |                                                                                  |
| 25 april WK 1934 kwalificatie № 163 «onderlinge duels» 17:00 uur (UTC+1) | Oostenrijk                                                                            | 6 – 1 | Bulgarije          | Praterstadion, Wenen Toeschouwers: 25.000 Scheidsrechter: František Cejnar (TCH) |
| 25 april WK 1934 kwalificatie № 163 «onderlinge duels» 17:00 uur (UTC+1) | Johann Horvath 19', 22', 33' Karl Zischek 59' Rudolf Viertl 62' Matthias Sindelar 67' |       | 66' Mihail Lozanov | Praterstadion, Wenen Toeschouwers: 25.000 Scheidsrechter: František Cejnar (TCH) |

| Wereldkampioenschap voetbal 1934 |
| -------------------------------- |

|                                                                        |                                    |              |                                  | |
| 27 mei WK 1934 Eerste ronde № 164 «onderlinge duels» 16:00 uur (UTC+1) | Oostenrijk                         | 3 – 2 (n.v.) | Frankrijk                        | Stadio Municipale Benito Mussolini, Turijn Toeschouwers: 10.000 Scheidsrechter: Joop van Moorsel (NED) |
| 27 mei WK 1934 Eerste ronde № 164 «onderlinge duels» 16:00 uur (UTC+1) | Sindelar 44' Schall 93' Bican 109' |              | Nicolas 18' Verriest 115' (pen.) | Stadio Municipale Benito Mussolini, Turijn Toeschouwers: 10.000 Scheidsrechter: Joop van Moorsel (NED) |

|                                                                       |                                    |       |                          |                                                                                        |
| 31 mei WK 1934 Kwartfinale № 165 «onderlinge duels» 16:30 uur (UTC+1) | Oostenrijk                         | 2 – 1 | Hongarije                | Stadio Littoriale, Bologna Toeschouwers: 14.000 Scheidsrechter: Francesco Mattea (ITA) |
| 31 mei WK 1934 Kwartfinale № 165 «onderlinge duels» 16:30 uur (UTC+1) | Johann Horvath 7' Karl Zischek 51' |       | 60' (pen.) György Sárosi | Stadio Littoriale, Bologna Toeschouwers: 14.000 Scheidsrechter: Francesco Mattea (ITA) |

|                                                                        |            |       |            |                                                                                |
| 3 juni WK 1934 Halve finale № 166 «onderlinge duels» 16:30 uur (UTC+1) | Italië     | 1 – 0 | Oostenrijk | Stadio San Siro, Milaan Toeschouwers: 36.000 Scheidsrechter: Ivan Eklind (SWE) |
| 3 juni WK 1934 Halve finale № 166 «onderlinge duels» 16:30 uur (UTC+1) | Guaita 19' |       |            | Stadio San Siro, Milaan Toeschouwers: 36.000 Scheidsrechter: Ivan Eklind (SWE) |

|                                                                        |                                   |       |                                                   |                                                                                           |
| 7 juni WK 1934 Troostfinale № 167 «onderlinge duels» 18:00 uur (UTC+1) | Oostenrijk                        | 2 – 3 | Duitsland                                         | Stadio Giorgio Ascarelli, Napels Toeschouwers: 7.000 Scheidsrechter: Albino Carraro (ITA) |
| 7 juni WK 1934 Troostfinale № 167 «onderlinge duels» 18:00 uur (UTC+1) | Johann Horvath 30' Karl Sesta 55' |       | 1' Ernst Lehner 29' Edmund Conen 42' Ernst Lehner | Stadio Giorgio Ascarelli, Napels Toeschouwers: 7.000 Scheidsrechter: Albino Carraro (ITA) |

|  |  |  |  |  |  |  |  |  |

| |                                |       |                         |                                                                                    |
| 23 september Centraal-Europese Internationale Beker 1933-1935 № 168 «onderlinge duels» 16:00 uur (UTC+1) | Oostenrijk                     | 2 – 2 | Tsjecho-Slowakije       | Praterstadion, Wenen Toeschouwers: 50.000 Scheidsrechter: Rinaldo Barlassina (ITA) |
| 23 september Centraal-Europese Internationale Beker 1933-1935 № 168 «onderlinge duels» 16:00 uur (UTC+1) | Franz Binder 4' Adolf Vogl 31' |       | 59', 86' Vratislav Čech | Praterstadion, Wenen Toeschouwers: 50.000 Scheidsrechter: Rinaldo Barlassina (ITA) |

| |                                       |       |                  |                                                                                                  |
| 7 oktober Centraal-Europese Internationale Beker 1933-1935 № 169 «onderlinge duels» 15:00 uur (UTC+1) | Hongarije                             | 3 – 1 | Oostenrijk       | Hungária Körúti Stadion, Boedapest Toeschouwers: 33.000 Scheidsrechter: Rinaldo Barlassina (ITA) |
| 7 oktober Centraal-Europese Internationale Beker 1933-1935 № 169 «onderlinge duels» 15:00 uur (UTC+1) | György Sárosi 34', 47' Géza Toldi 84' |       | 17' Karl Zischek | Hungária Körúti Stadion, Boedapest Toeschouwers: 33.000 Scheidsrechter: Rinaldo Barlassina (ITA) |

|                                                                          |                                                        |       |             |                                                                              |
| 11 november Vriendschappelijk № 170 «onderlinge duels» 14:15 uur (UTC+1) | Oostenrijk                                             | 3 – 0 | Zwitserland | Praterstadion, Wenen Toeschouwers: 30.000 Scheidsrechter: Gustav Krist (TCH) |
| 11 november Vriendschappelijk № 170 «onderlinge duels» 14:15 uur (UTC+1) | Matthias Kaburek 3' Stefan Skoumal 6' Karl Zischek 46' |       |             | Praterstadion, Wenen Toeschouwers: 30.000 Scheidsrechter: Gustav Krist (TCH) |

### 1935
| |            |                |        |                                                                                  |
| 24 maart Centraal-Europese Internationale Beker 1933-1935 № 171 «onderlinge duels» 16:00 uur (UTC+1) | Oostenrijk | 0 – 2          | Italië | Praterstadion, Wenen Toeschouwers: 60.000 Scheidsrechter: Walter Lewington (ENG) |
| 24 maart Centraal-Europese Internationale Beker 1933-1935 № 171 «onderlinge duels» 16:00 uur (UTC+1) |            | 51', 81' Piola |        | Praterstadion, Wenen Toeschouwers: 60.000 Scheidsrechter: Walter Lewington (ENG) |

| |                   |       |            |                                                                                       |
| 14 april Centraal-Europese Internationale Beker 1933-1935 № 172 «onderlinge duels» 16:00 uur (UTC+1) | Tsjecho-Slowakije | 0 – 0 | Oostenrijk | Letenský Stadion, Praag Toeschouwers: 30.000 Scheidsrechter: Rinaldo Barlassina (ITA) |
| 14 april Centraal-Europese Internationale Beker 1933-1935 № 172 «onderlinge duels» 16:00 uur (UTC+1) |                   |       |            | Letenský Stadion, Praag Toeschouwers: 30.000 Scheidsrechter: Rinaldo Barlassina (ITA) |

|                                                                     |                                                                              |       |                        |                                                                             |
| 12 mei Vriendschappelijk № 173 «onderlinge duels» 17:00 uur (UTC+1) | Oostenrijk                                                                   | 5 – 2 | Polen                  | Praterstadion, Wenen Toeschouwers: 16.000 Scheidsrechter: Pál Hertzka (HUN) |
| 12 mei Vriendschappelijk № 173 «onderlinge duels» 17:00 uur (UTC+1) | Karl Stoiber 12' Leopold Vogl 25', 71' Wilhelm Hahnemann 31' Hans Pesser 46' |       | 44', 63' Michał Matyas | Praterstadion, Wenen Toeschouwers: 16.000 Scheidsrechter: Pál Hertzka (HUN) |

|                                                                     |                                                                           |       |                                         |                                                                                   |
| 12 mei Vriendschappelijk № 174 «onderlinge duels» 17:00 uur (UTC+1) | Hongarije                                                                 | 6 – 3 | Oostenrijk                              | Üllői Út, Boedapest Toeschouwers: 32.000 Scheidsrechter: Rinaldo Barlassina (ITA) |
| 12 mei Vriendschappelijk № 174 «onderlinge duels» 17:00 uur (UTC+1) | Pál Titkos 5', 15' György Sárosi 7' György Sárosi 73', 76' Géza Toldi 80' |       | 17', 28' Karl Zischek 58' Karl Durspekt | Üllői Út, Boedapest Toeschouwers: 32.000 Scheidsrechter: Rinaldo Barlassina (ITA) |

| |                                              |       |                                                     |                                                                                |
| 6 oktober Centraal-Europese Internationale Beker 1933-1935 № 175 «onderlinge duels» 14:30 uur (UTC+1) | Hongarije                                    | 4 – 4 | Oostenrijk                                          | Praterstadion, Wenen Toeschouwers: 40.000 Scheidsrechter: Karl Wunderlin (SUI) |
| 6 oktober Centraal-Europese Internationale Beker 1933-1935 № 175 «onderlinge duels» 14:30 uur (UTC+1) | Josef Bican 7', 11', 58' Leopold Hofmann 66' |       | 6' Géza Toldi 8', 30' Jenő Vincze 21' György Sárosi | Praterstadion, Wenen Toeschouwers: 40.000 Scheidsrechter: Karl Wunderlin (SUI) |

|                                                                        |                   |       |            |                                                                                            |
| 6 oktober Vriendschappelijk № 176 «onderlinge duels» 12:00 uur (UTC+1) | Polen             | 1 – 0 | Oostenrijk | Wojska Polskiegostadion, Warschau Toeschouwers: 25.000 Scheidsrechter: Juris Rēdlihs (LVA) |
| 6 oktober Vriendschappelijk № 176 «onderlinge duels» 12:00 uur (UTC+1) | Michał Matyas 34' |       |            | Wojska Polskiegostadion, Warschau Toeschouwers: 25.000 Scheidsrechter: Juris Rēdlihs (LVA) |

### 1936
|                                                                       |                                                |       |                                                                           |                                                                                        |
| 19 januari Vriendschappelijk № 177 «onderlinge duels» 15:00 uur (UTC) | Spanje                                         | 4 – 5 | Oostenrijk                                                                | Estadio Metropolitano, Madrid Toeschouwers: 40.000 Scheidsrechter: John Langenus (BEL) |
| 19 januari Vriendschappelijk № 177 «onderlinge duels» 15:00 uur (UTC) | Isidro Lángara 26', 48' Luis Regueiro 28', 61' |       | 4' Karl Zischek 31' Franz Binder 58' Josef Bican 69', 73' Franz Hanreiter | Estadio Metropolitano, Madrid Toeschouwers: 40.000 Scheidsrechter: John Langenus (BEL) |

|                                                                       |                             |       |                                                   |                                                                                |
| 26 januari Vriendschappelijk № 178 «onderlinge duels» 15:00 uur (UTC) | Portugal                    | 2 – 3 | Oostenrijk                                        | Estádio do Lima, Porto Toeschouwers: 23.000 Scheidsrechter: Ramón Melcón (ESP) |
| 26 januari Vriendschappelijk № 178 «onderlinge duels» 15:00 uur (UTC) | Carlos Nunes 47' Soeiro 61' |       | 25' Karl Zischek 41' Franz Binder 50' Josef Bican | Estádio do Lima, Porto Toeschouwers: 23.000 Scheidsrechter: Ramón Melcón (ESP) |

| |                        |       |                     |                                                                                  |
| 22 maart Centraal-Europese Internationale Beker 1936-1938 № 179 «onderlinge duels» 16:00 uur (UTC+1) | Oostenrijk             | 1 – 1 | Tsjecho-Slowakije   | Praterstadion, Wenen Toeschouwers: 53.000 Scheidsrechter: Francesco Mattea (ITA) |
| 22 maart Centraal-Europese Internationale Beker 1936-1938 № 179 «onderlinge duels» 16:00 uur (UTC+1) | Josef Bican 73' (pen.) |       | 59' Oldřich Zajíček | Praterstadion, Wenen Toeschouwers: 53.000 Scheidsrechter: Francesco Mattea (ITA) |

|                                                                      |                                       |       |                                                 |                                                                                    |
| 5 april Vriendschappelijk № 180 «onderlinge duels» 16:30 uur (UTC+1) | Oostenrijk                            | 3 – 5 | Hongarije                                       | Hohe Wartestadion, Wenen Toeschouwers: 40.000 Scheidsrechter: Lucien Leclerq (FRA) |
| 5 april Vriendschappelijk № 180 «onderlinge duels» 16:30 uur (UTC+1) | Karl Zischek 17' Josef Bican 46', 88' |       | 16', 23' László Cseh 35', 72', 87' Lipót Kállai | Hohe Wartestadion, Wenen Toeschouwers: 40.000 Scheidsrechter: Lucien Leclerq (FRA) |

|                                                                    |                                     |       |                    |                                                                               |
| 6 mei Vriendschappelijk № 181 «onderlinge duels» 17:15 uur (UTC+1) | Oostenrijk                          | 2 – 1 | Engeland           | Praterstadion, Wenen Toeschouwers: 60.000 Scheidsrechter: John Langenus (BEL) |
| 6 mei Vriendschappelijk № 181 «onderlinge duels» 17:15 uur (UTC+1) | Rudolf Viertl 12' Rudolf Geiter 17' |       | 54' George Camsell | Praterstadion, Wenen Toeschouwers: 60.000 Scheidsrechter: John Langenus (BEL) |

|                                                                     |                                        |       |                                         |                                                                                   |
| 17 mei Vriendschappelijk № 182 «onderlinge duels» 16:30 uur (UTC+1) | Italië                                 | 2 – 2 | Oostenrijk                              | Stadio Nazionale PNF, Rome Toeschouwers: 20.000 Scheidsrechter: Pál Hertzka (HUN) |
| 17 mei Vriendschappelijk № 182 «onderlinge duels» 16:30 uur (UTC+1) | Attilio Demaría 64' Piero Pasinati 78' |       | 28' Camillo Jerusalem 72' Rudolf Viertl | Stadio Nazionale PNF, Rome Toeschouwers: 20.000 Scheidsrechter: Pál Hertzka (HUN) |

|                                                                           |                                                         |       |                                            |                                                                               |
| 27 september Vriendschappelijk № 183 «onderlinge duels» 15:30 uur (UTC+1) | Hongarije                                               | 5 – 3 | Oostenrijk                                 | Üllői Út, Boedapest Toeschouwers: 25.000 Scheidsrechter: Lucien Leclerq (FRA) |
| 27 september Vriendschappelijk № 183 «onderlinge duels» 15:30 uur (UTC+1) | Géza Toldi 15', 29', 63' László Cseh 40' Pál Titkos 72' |       | 2' Franz Binder 27', 64' Matthias Sindelar | Üllői Út, Boedapest Toeschouwers: 25.000 Scheidsrechter: Lucien Leclerq (FRA) |

| |                       |       |                                           |                                                                              |
| 8 november Centraal-Europese Internationale Beker 1936-1938 № 184 «onderlinge duels» 15:00 uur (UTC+1) | Zwitserland           | 1 – 3 | Oostenrijk                                | Hardturm, Zürich Toeschouwers: 25.000 Scheidsrechter: Karl Weingärtner (GER) |
| 8 november Centraal-Europese Internationale Beker 1936-1938 № 184 «onderlinge duels» 15:00 uur (UTC+1) | Karl Sesta 90' (e.d.) |       | 26', 80' Franz Binder 71' Willi Hahnemann | Hardturm, Zürich Toeschouwers: 25.000 Scheidsrechter: Karl Weingärtner (GER) |

### 1937
|                                                                       |                    |       |                                         |                                                                                   |
| 24 januari Vriendschappelijk № 185 «onderlinge duels» 14:15 uur (UTC) | Frankrijk          | 1 – 2 | Oostenrijk                              | Parc des Princes, Parijs Toeschouwers: 37.898 Scheidsrechter: Arthur Barton (ENG) |
| 24 januari Vriendschappelijk № 185 «onderlinge duels» 14:15 uur (UTC) | Edmond Novicki 42' |       | 39' (pen.) Josef Stroh 83' Franz Binder | Parc des Princes, Parijs Toeschouwers: 37.898 Scheidsrechter: Arthur Barton (ENG) |

|                                                                       |                                              |       |        |                                                                             |
| 21 maart Vriendschappelijk № 186 «onderlinge duels» 16:00 uur (UTC+1) | Oostenrijk                                   | 2 – 0 | Italië | Praterstadion, Wenen Toeschouwers: 52.000 Scheidsrechter: Carl Olsson (SWE) |
| 21 maart Vriendschappelijk № 186 «onderlinge duels» 16:00 uur (UTC+1) | Camillo Jerusalem 40' Josef Stroh 63' (pen.) |       |        | Praterstadion, Wenen Toeschouwers: 52.000 Scheidsrechter: Carl Olsson (SWE) |

|                                                                    |                       |       |                     |                                                                               |
| 9 mei Vriendschappelijk № 187 «onderlinge duels» 17:15 uur (UTC+1) | Oostenrijk            | 1 – 1 | Schotland           | Praterstadion, Wenen Toeschouwers: 62.000 Scheidsrechter: John Langenus (BEL) |
| 9 mei Vriendschappelijk № 187 «onderlinge duels» 17:15 uur (UTC+1) | Camillo Jerusalem 76' |       | 78' Frank O'Donnell | Praterstadion, Wenen Toeschouwers: 62.000 Scheidsrechter: John Langenus (BEL) |

|                                                                     |                               |       |                      |                                                                              |
| 23 mei Vriendschappelijk № 188 «onderlinge duels» 18:00 uur (UTC+1) | Hongarije                     | 2 – 2 | Oostenrijk           | Üllői Út, Boedapest Toeschouwers: 17.000 Scheidsrechter: John Langenus (BEL) |
| 23 mei Vriendschappelijk № 188 «onderlinge duels» 18:00 uur (UTC+1) | Ferenc Sas 2' László Cseh 85' |       | 13', 45' Hans Pesser | Üllői Út, Boedapest Toeschouwers: 17.000 Scheidsrechter: John Langenus (BEL) |

| |                                                                  |       |                                                    |                                                                              |
| 19 september Centraal-Europese Internationale Beker 1936-1938 № 189 «onderlinge duels» 16:00 uur (UTC+1) | Oostenrijk                                                       | 4 – 3 | Zwitserland                                        | Praterstadion, Wenen Toeschouwers: 35.000 Scheidsrechter: Mika Popović (YOG) |
| 19 september Centraal-Europese Internationale Beker 1936-1938 № 189 «onderlinge duels» 16:00 uur (UTC+1) | Matthias Sindelar 2' Camillo Jerusalem 8', 28' Rudolf Geiter 39' |       | 36' Genia Walaschek 41' Paul Aeby 77' Georges Aeby | Praterstadion, Wenen Toeschouwers: 35.000 Scheidsrechter: Mika Popović (YOG) |

|                                                                           |                          |       |               |                                                                                 |
| 5 oktober WK 1938 kwalificatie № 190 «onderlinge duels» 15:30 uur (UTC+1) | Oostenrijk               | 2 – 1 | Letland       | Prater-stadion, Wenen Toeschouwers: 16.000 Scheidsrechter: Pál von Hercka (HUN) |
| 5 oktober WK 1938 kwalificatie № 190 «onderlinge duels» 15:30 uur (UTC+1) | Jerusalem 15' Binder 33' |       | 6' Vestermans | Prater-stadion, Wenen Toeschouwers: 16.000 Scheidsrechter: Pál von Hercka (HUN) |

| |                 |       |                                   |                                                                                |
| 10 oktober Centraal-Europese Internationale Beker 1936-1938 № 191 «onderlinge duels» 15:30 uur (UTC+1) | Oostenrijk      | 1 – 2 | Hongarije                         | Praterstadion, Wenen Toeschouwers: 44.000 Scheidsrechter: Charles Argent (ENG) |
| 10 oktober Centraal-Europese Internationale Beker 1936-1938 № 191 «onderlinge duels» 15:30 uur (UTC+1) | Josef Stroh 76' |       | 21' György Sárosi 78' László Cseh | Praterstadion, Wenen Toeschouwers: 44.000 Scheidsrechter: Charles Argent (ENG) |

| |                                 |       |                    |                                                                                |
| 24 oktober Centraal-Europese Internationale Beker 1936-1938 № 192 «onderlinge duels» 15:00 uur (UTC+1) | Tsjecho-Slowakije               | 2 – 1 | Oostenrijk         | Letenský Stadion, Praag Toeschouwers: 35.000 Scheidsrechter: Pál Hertzka (HUN) |
| 24 oktober Centraal-Europese Internationale Beker 1936-1938 № 192 «onderlinge duels» 15:00 uur (UTC+1) | Jan Říha 75' František Kloz 76' |       | 18' Leopold Neumer | Letenský Stadion, Praag Toeschouwers: 35.000 Scheidsrechter: Pál Hertzka (HUN) |

### 1938
Geen interlands gespeeld.

### 1939
Geen interlands gespeeld.
België · Bulgarije · Denemarken · Duitsland · Engeland · Estland · Finland · Frankrijk · Griekenland · Hongarije · Ierland · Israël · Italië · Joegoslavië · Letland · Litouwen · Luxemburg · Nederland · Noord-Ierland · Noorwegen · Oostenrijk · Polen · Portugal · Roemenië · Schotland · Spanje · Tsjecho-Slowakije · Turkije · Wales · Zweden · Zwitserland
ÖFB · A-internationals · Selecties · Bondscoaches · Oostenrijks vrouwenelftal · Olympisch elftal · Oostenrijk U21 · Oostenrijk U20 · Oostenrijk U19 · Oostenrijk U18 · Oostenrijk U17 · Oostenrijk U16 · Vrouwen U17
1902 – 1919 ·
1920 – 1929 ·
1930 – 1939 ·
1940 – 1949 ·
1950 – 1959 ·
1960 – 1969 ·
1970 – 1979 ·
1980 – 1989 ·
1990 – 1999 ·
2000 – 2009 ·
2010 – 2019 ·
2020 – 2029
EK's: 2008 · 
2016 · 
2020 · 
2024
WK's: 1934 · 
1954 · 
1958 · 
1978 · 
1982 · 
1990 · 
1998
OS: 1912 ·
1936 ·
1948 ·
1952
1902 · 
1903 · 
1904 · 
1905 · 
1906 · 
1907 · 
1908 · 
1909 · 
1910 · 
1911 · 
1912 · 
1913 · 
1914 · 
1915 · 
1916 · 
1917 · 
1918 · 
1919 · 
1920 · 
1921 · 
1922 · 
1923 · 
1924 · 
1925 · 
1926 · 
1927 · 
1928 · 
1929 · 
1930 · 
1931 · 
1932 · 
1933 · 
1934 · 
1935 · 
1936 · 
1937 · 
1938 · 1939 · 1940 · 1941 · 1942 · 1943 · 1944 · 1945 · 
1946 · 
1947 · 
1948 · 
1949 · 
1950 · 
1952 · 
1952 · 
1953 · 
1954 · 
1955 · 
1956 · 
1957 · 
1958 · 
1959 · 
1960 · 
1961 · 
1962 · 
1963 · 
1964 · 
1965 · 
1966 · 
1967 · 
1968 · 
1969 · 
1970 · 
1971 · 
1972 · 
1973 · 
1974 · 
1975 · 
1976 · 
1977 · 
1978 · 
1979 · 
1980 · 
1981 · 
1982 · 
1983 · 
1984 · 
1985 · 
1986 · 
1987 · 
1988 · 
1989 · 
1990 ·
1991 · 
1992 · 
1993 · 
1994 · 
1995 · 
1996 · 
1997 · 
1998 · 
1999 · 
2000 · 
2001 · 
2002 · 
2003 · 
2004 · 
2005 · 
2006 · 
2007 · 
2008 · 
2009 · 
2010 · 
2011 · 
2012 · 
2013 · 
2014 · 
2015 · 
2016 · 
2017 · 
2018 · 
2019 · 
2020 · 
2021 ·
2022
Albanië ·
Algerije ·
Andorra ·
Argentinië ·
Azerbeidzjan ·
België ·
Bosnië en Herzegovina ·
Brazilië ·
Bulgarije ·
Canada ·
Chili ·
Costa Rica ·
Cyprus ·
Denemarken ·
DDR ·
Duitsland ·
Egypte ·
Engeland ·
Estland ·
Faeröer ·
Finland ·
Frankrijk ·
Georgië ·
Ghana ·
Griekenland ·
Hongarije ·
Ierland ·
IJsland ·
Iran ·
Israël ·
Italië ·
Ivoorkust ·
Japan ·
Joegoslavië ·
Kameroen ·
Kazachstan ·
Kroatië ·
Letland ·
Liechtenstein ·
Litouwen ·
Luxemburg ·
Malta ·
Moldavië ·
Montenegro ·
Nederland ·
Nigeria ·
Noord-Ierland ·
Noord-Macedonië ·
Noorwegen ·
Oekraïne ·
Paraguay ·
Peru ·
Polen ·
Portugal ·
Roemenië ·
Rusland ·
San Marino ·
Schotland ·
Servië ·
Slovenië ·
Slowakije ·
Sovjet-Unie ·
Spanje ·
Trinidad en Tobago ·
Tsjechië ·
Tsjecho-Slowakije ·
Tunesië ·
Turkije ·
Uruguay ·
Venezuela ·
Verenigde Staten ·
Wales ·
Wit-Rusland ·
Zweden ·
Zwitserland
Algerije (1982) · 
Chili (1982) · 
Duitsland (2008) · 
Frankrijk (1982) · 
Hongarije (2016) · 
Italië (2021) · 
Kroatië (2008) · 
Nederland (2021) · 
Noord-Ierland (1982) · 
Noord-Macedonië (2021) · 
Oekraïne (2021) · 
Polen (2008) ·  
Portugal (2016) · 
West-Duitsland (1982)